# Carl Heinrich von Hoym

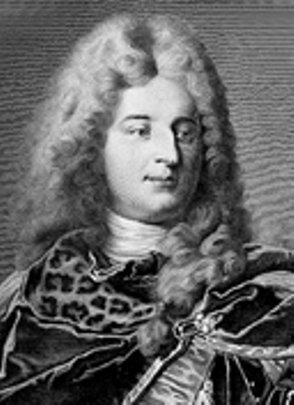
Carl Heinrich Graf von Hoym (1694–1736)

Carl Heinrich Graf von Hoym (* 18. Juni 1694 in Dresden; † 22. April 1736 auf der Festung Königstein) war ein königlich-polnischer und kurfürstlich-sächsischer Diplomat und Kabinettsminister.

## Leben
Aus dem Adelsgeschlecht Hoym stammend war er der jüngste Sohn von Ludwig Gebhard Freiherr von Hoym (1631–1711) und wurde am 19. Juni 1694 in der Schlosskapelle Dresden getauft.
Er war seit der Geburt Freiherr von Hoym und wurde am 18. Juli 1711 gemeinsam mit seinen drei Brüdern Adolph Magnus, Carl Siegfried und Ludwig Gebhard in den Reichsgrafenstand erhoben. Durch das Testament seines Vaters gelangte er 1711 in den Besitz des Dorfes Spremberg in der Oberlausitz und des kursächsischen Städtchens Neu-Salza, heute Neusalza-Spremberg, die ihm beide bis 1736 verblieben. Durch ein Mandat der kursächsischen Landesregierung in Dresden vom 13. Februar 1737 kamen diese Hoymschen Güter in Zwangsverwaltung, die nach Zahlung von 70.000 Talern 1741 aufgehoben wurde. Spremberg und Neu-Salza übernahm nun bis 1768 Carl Gotthelf Graf von Hoym.
Als Befürworter eines gegen den Kaiser gerichteten Bündnisses Sachsens mit Frankreich und den Seemächten geriet Carl Heinrich von Hoym mehrmals bei Hof in Ungnade und wurde zunächst verbannt, später zweimal unter verschiedenen Vorwänden inhaftiert.
Hoym beging 1736 in seiner Zelle auf der Festung Königstein Suizid.